# Joseph Griffiths
Joseph A. Griffiths là một cầu thủ bóng đá người Anh ở thập niên 1920.  Ông gia nhập Gillingham năm 1920 và từng thi đấu cho câu lạc bộ ở Southern League.  Tuy nhiên sau khi câu lạc bộ được chọn vào Football League năm 1920, ông lại chỉ thi đấu 5 trận trước khi rời đi để gia nhập Sheppey United năm 1921, khi ông liên hệ với một cầu thủ khác không thể chuyển lên cấp độ cao hơn, Donald McCormick.